# Mudança dos topônimos na Grécia

Max Vasmer listou 2142 nomes de assentamentos búlgaros na Grécia em 1941.

A mudança de topônimo na Grécia é a substituição sistemática de nomes geográficos e topográficos búlgaros, otomanos e arvaníticos por gregos, como parte da política e ideologia da helenização. 
Segundo dados do Instituto de Estudos Gregos Modernos de Atenas, entre 1913 e 1996, os nomes de 4413 assentamentos foram alterados na Grécia. 